# Abdoul Karim Dioubaté
Pour les articles homonymes, voir Dioubaté.
Abdoul Karim Dioubaté, né le 2 février 1952 à Khabitah dans la préfecture de Dubréka en Guinée, est un professeur d'arabe guinéen.
Abdoul Karim Dioubaté est secrétaire général des affaires religieuses dans le Gouvernement dirigé par Mamadi Youla entre janvier 2016 et août 2017,. Le 22 janvier 2022, il est nommé conseiller au sein du Conseil national de la transition guinéen dirigé par Dansa Kourouma en tant que représentant des personnes ressources,,.

## Parcours
Abdoul Karim Dioubaté a suivi c'est étude de la charia islamique puis obtenu son diplôme de l'université Roi Malik Saoud en Arabie Saoudite, il acquit une connaissance des textes sacrés et des préceptes de l'islam.
Il exerce en tant qu'inspecteur de l'enseignement  franco-arabe de 1987 à 1998, qui lui a permis de transmettre ses connaissances et contribuer à l'éducation des jeunes générations.
Ambassadeur
Il est nommé en 1998 comme ambassadeur de guinée en Arabie saoudite, poste qu'il à occupé jusqu'en 2004. cette période lui à permis de renforcé les liens entre les deux pays, il représente son pays au Koweït, Qatar, aux Emirats Arabes Unis au Yémen et démontrant ainsi son expertise dans les relations internationales. 